# Cliven Loubser
Cliven Loubster (wym. [ˌklə.fən ˈlœup.sər], ur. 24 lutego 1997 r. w Rehoboth) – namibijski rugbysta występujący na pozycji łącznik ataku. Reprezentant kraju w odmianie tak piętnasto-, jak i siedmioosobowej, uczestnik pucharu świata.

## Kariera klubowa
Urodził się w Rehoboth. Uczęszczał do miejscowej Origo Primary School, po czym trafił do Windhoek Gymnasium.
W 2016 roku w regionalnych rozgrywkach do lat 19 reprezentował barwy południowoafrykańskiego Eastern Province. Rok później bronił barw regionalnego klubu z Durbanu – College Rovers a w zmaganiach do lat 19 i 21 także ekipy Sharks. W 2018 roku przeniósł się do Pretorii, gdzie dołączył do akademii Blue Bulls. Występował także w drużynie miejscowego uniwersytetu – UP Tuks – w zawodach Varsity Cup.
W 2019 roku wrócił do Namibii, gdzie trafił do lokalnego zespołu Wanderers R.C. Jednocześnie został zawodnikiem Welwitschias, namibijskiej drużyny występującej w Rugby Challenge, południowoafrykańskich regionalnych rozgrywkach ligowych drugiego poziomu. Zadebiutował pod koniec kwietnia w meczu z Golden Lions z Johannesburga.

## Kariera reprezentacyjna
Loubser od najmłodszych lat występował w juniorskich reprezentacjach Namibii. Był członkiem zespołów do lat 13, 16 i 18, które rywalizowały z południowoafrykańskimi regionami w turniejach odpowiednio Craven Week (2010), Grant Khomo Week (2013) i Academy Week (2014, 2015).
W roku 2016 w składzie reprezentacji U-20 uczestniczył w World Rugby U-20 Trophy 2016. Po porażce 30:44 z Fidżi ekipa z Afryki zajęła miejsce czwarte. W drugiej części roku wraz z drużyną do lat 19 po pokonaniu Zimbabwe sięgnął po młodzieżowy Puchar Afryki. Zwycięstwo to zagwarantowało Namibijczykom udział w kolejnej edycji World Rugby U-20 Trophy.
W kwietniu 2017 roku wraz z reprezentacją w rugby 7-osobowym wystąpił w turnieju kwalifikacyjnym do kolejnego cyklu Sevens Series rozgrywanym w ramach Hong Kong Sevens 2017. Jeszcze w tym samym miesiącu Loubser wraz z reprezentacją do lat 20 uczestniczył w rozgrywanych na Madagaskarze zmaganiach o Trophée Barthés, turnieju o randze młodzieżowych mistrzostw Afryki. Po zwycięstwie 66:24 nad rówieśnikami z Kenii Loubser (zdobywca 21 punktów) wraz z kolegami sięgnął po końcowy triumf. W czerwcu został włączony do kadry pierwszej reprezentacji na zbliżający się World Rugby Nations Cup 2017 w Urugwaju. Choć nie wszedł na boisko w pierwszym meczu z Hiszpanią, na placu gry pojawił się zarówno w spotkaniach z drugim zespołem Włoch (Italia Emergenti), jak i Rosją. Następnie brał udział w rozgrywkach o Puchar Afryki, w którym zwycięstwo – po raz czwarty z rzędu – przypadło właśnie Namibijczykom. W finałowym spotkaniu pokonali oni Kenię 45:7, a sam Loubser zdobył 13 punktów. Dobre występy w trakcie turnieju zapewniły mu miejsce w najlepszej drużynie mistrzostw według afrykańskich dziennikarzy. Na przełomie sierpnia i września ponownie brał udział w turnieju World Rugby U-20 Trophy w Urugwaju. W nim młodzieżowa reprezentacja Namibii powtórzyła wynik z poprzedniego roku, ulegając gospodarzom w spotkaniu o brązowy medal. W listopadzie 2017 roku Loubser wraz z seniorską kadrą brał udział w rozgrywanym w Windhuku dwumeczu z Urugwajem.
W połowie roku 2018 reprezentacja Namibii z Loubserem w składzie brała udział w kolejnej edycji Złotego Pucharu Afryki stanowiącej jednocześnie etap kwalifikacji do Pucharu Świata 2019. Młody łącznik ataku wystąpił w podstawowym składzie we wszystkich pięciu meczach, zdobywając 87 punktów. W decydującym o awansie na japońskie mistrzostwa świata meczu z Kenią wyraźnie lepsi okazali się Namibijczycy, a Loubser zdobył w tym meczu 21 punktów. Reprezentanci Namibii w każdym ze spotkań zdobyli co najmniej 50 punktów, gromiąc przy tym Tunezję 118:0.
W czerwcu 2019 roku Loubser jako podstawowy zawodnik uczestniczył w Nations Cup. Tam Namibijczycy ulegli drugiej reprezentacji Argentyny oraz Rosji. Niemniej w środkowym spotkaniu ekipa z Afryki w dramatycznych okolicznościach pokonała późniejszego triumfatora, Urugwaj 30:28. Wynik celnym kopnięciem niemalże z połowy boiska ustalił w doliczonym czasie gry Loubser, który w całym meczu zanotował 15 punktów. We wrześniu gracz Welwitschias znalazł się w ogłoszonym przez selekcjonera Phila Daviesa składzie na puchar świata w Japonii.

### Statystyki
Stan na dzień 28 września 2019 r. Statystyki te nie obejmują meczów z drugimi reprezentacjami Argentyny czy Włoch rozgrywanymi w ramach World Rugby Nations Cup.
Występy na arenie międzynarodowej
| Drużyna narodowa | Rok  | Mecze | Punkty |
| ---------------- | ---- | ----- | ------ |
| Namibia          | 2017 | 6     | 42     |
| Namibia          | 2018 | 7     | 102    |
| Namibia          | 2019 | 4     | 25     |
| Suma             | Suma | 17    | 169    |

Przyłożenia na arenie międzynarodowej
| Lp. | Data             | Miejsce                             | Przeciwnik | Rozgrywki                |
| --- | ---------------- | ----------------------------------- | ---------- | ------------------------ |
| 1.  | 29 lipca 2017    | Hage Geingob Rugby Stadium, Windhuk | Kenia      | Złoty Puchar Afryki 2017 |
| 2.  | 30 czerwca 2018  | Stade du COC, Casablanca            | Maroko     | Złoty Puchar Afryki 2018 |
| 3.  | 30 czerwca 2018  | Stade du COC, Casablanca            | Maroko     | Złoty Puchar Afryki 2018 |
| 4.  | 18 sierpnia 2018 | Hage Geingob Rugby Stadium, Windhuk | Kenia      | Złoty Puchar Afryki 2018 |